# Aegilops vavilovii
Aegilops vavilovii är en gräsart som först beskrevs av Petr Michajlovitj Zjukovskij, och fick sitt nu gällande namn av Chennav. Aegilops vavilovii ingår i släktet bockveten, och familjen gräs. Inga underarter finns listade i Catalogue of Life.